# Bete Medhane Alem
La Bete Medhane Alem ou Biet Medani Alemn, littéralement « La maison du Sauveur du monde », est une église éthiopienne orthodoxe située à Lalibela, dans l’Amhara, en Éthiopie. 
Elle est une des onze églises rupestres de la ville et fait partie du groupe de six églises situé au Nord-Ouest.
Pour sa construction, 15 000 m3 de roche furent enlevés de la cour et 10 000 m3 à l'intérieur.

## Description
Avec ses 34 m de long pour 24 m de large et 11 m de haut, Bete Medhane Alem est la plus haute et la plus vaste du site de Lalibela. 
Avec ses cinq nefs, une caractéristique unique en Éthiopie, elle est de plus considérée comme la plus vaste église monolithique au monde.
Elle se présente comme la reproduction de l'Église Sainte-Marie-de-Sion, ancienne cathédrale d’Aksoum, détruite en 1535 par les armées de l’envahisseur Ahmed Ibn Ibrahim Al-Ghazi. 
De type monolithique, complètement dégagée, entourée d'une imposante colonnade de 34 piliers rectangulaires, l'église est couverte d'un toit à deux pans sculpté.
On accède à l'intérieur par trois portes ouvrant respectivement à l'ouest, au nord et au sud, comme le prescrit le rituel chrétien. 
Le plan au sol est de type basilical, orienté est-ouest et divisé en huit travées plantées de vingt-huit piliers s'élevant vers les arcs en plein cintre du plafond. Elle est dépourvue de peintures. 
Elle est désormais protégée par un toit suspendu.

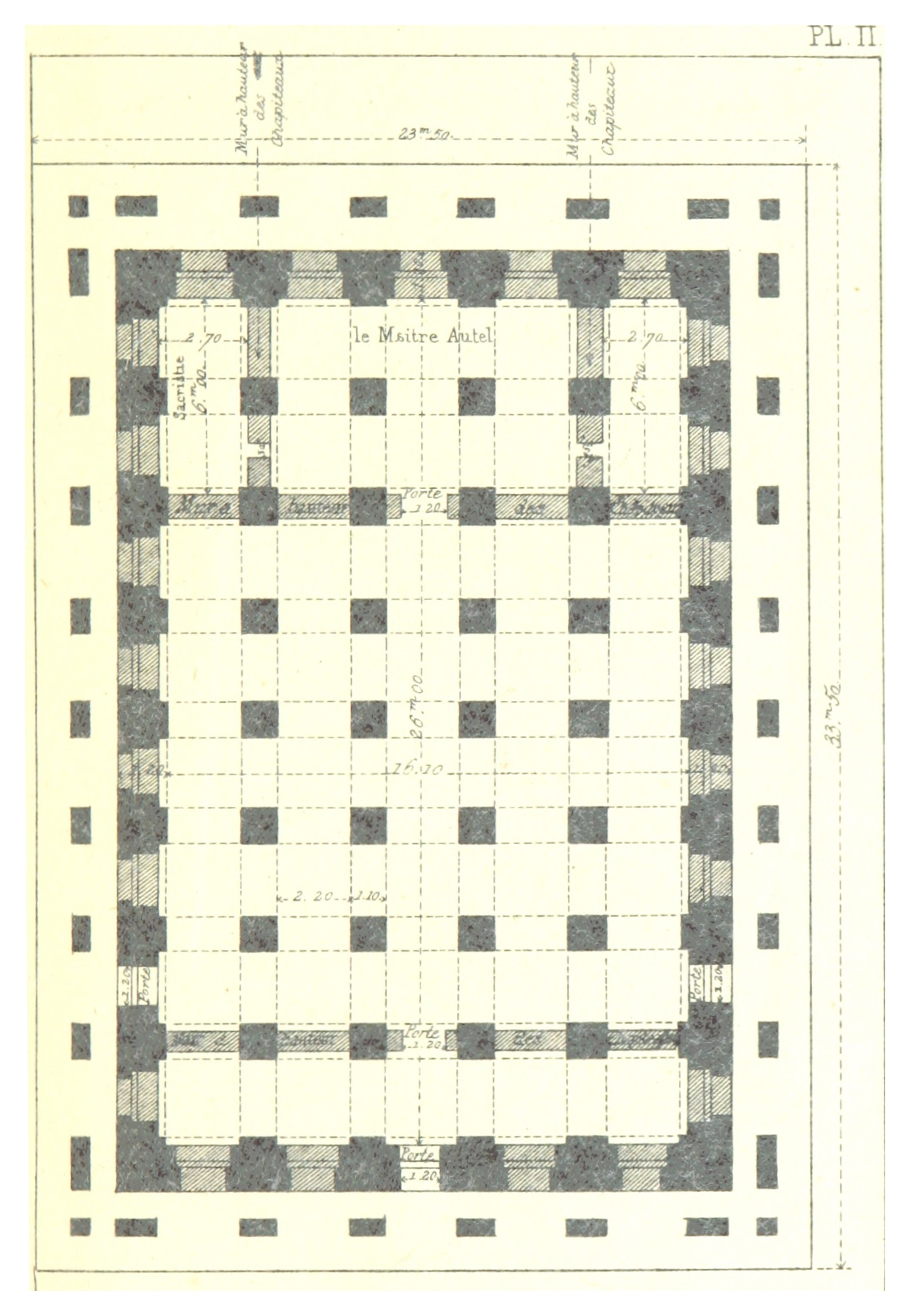
Plan de l'église
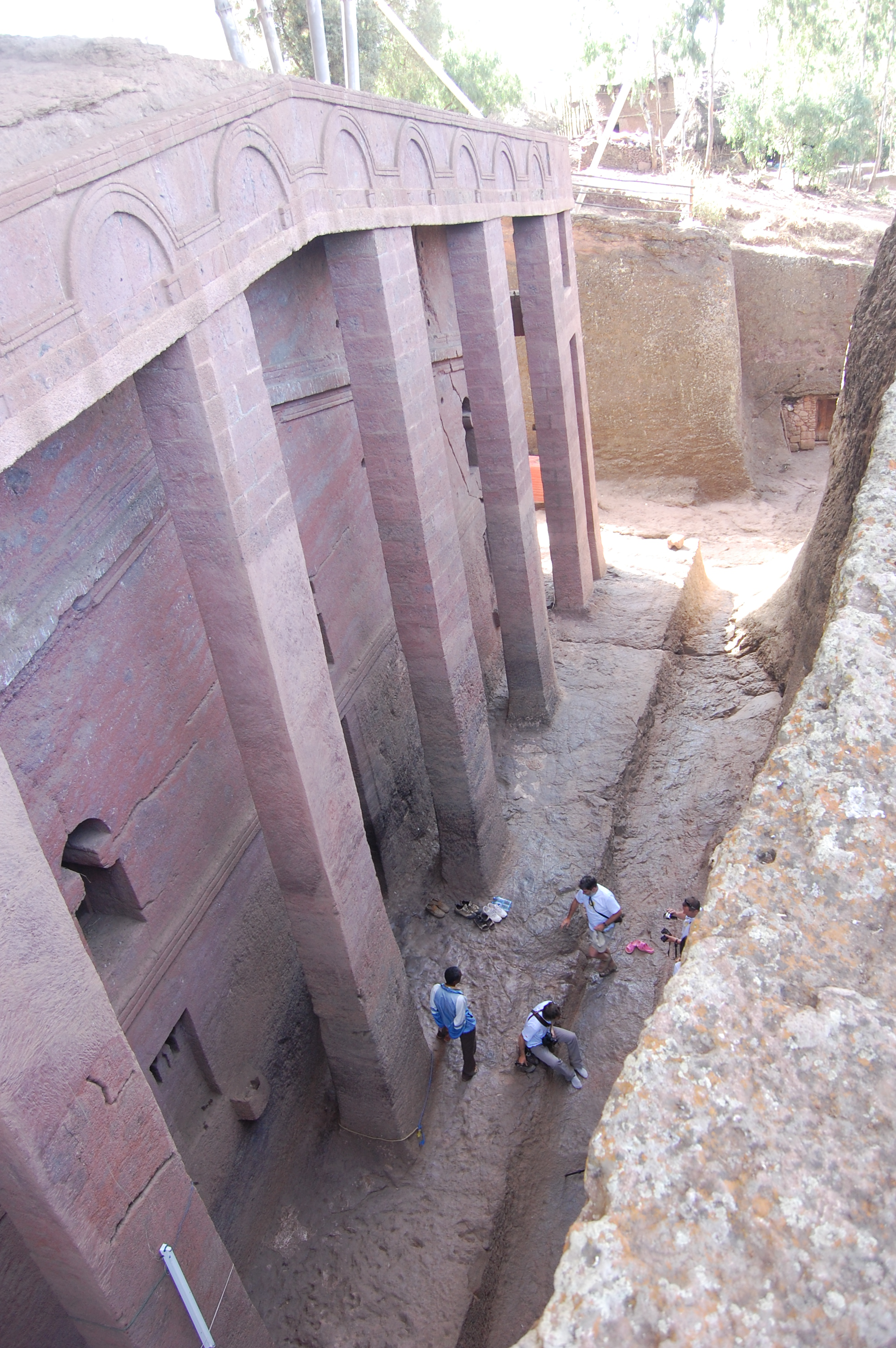
La plus haute de Lalibela
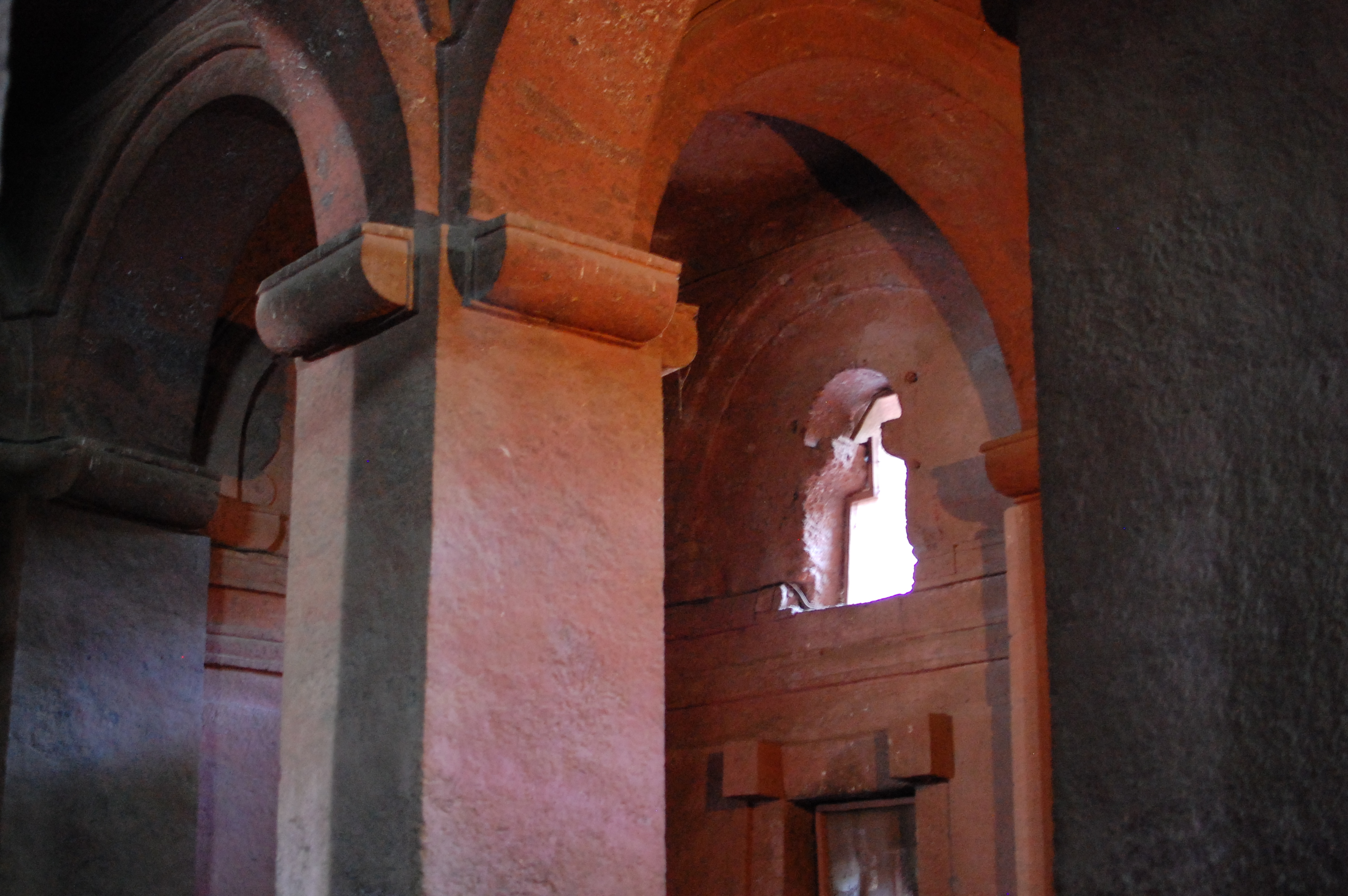
Pilier intérieur
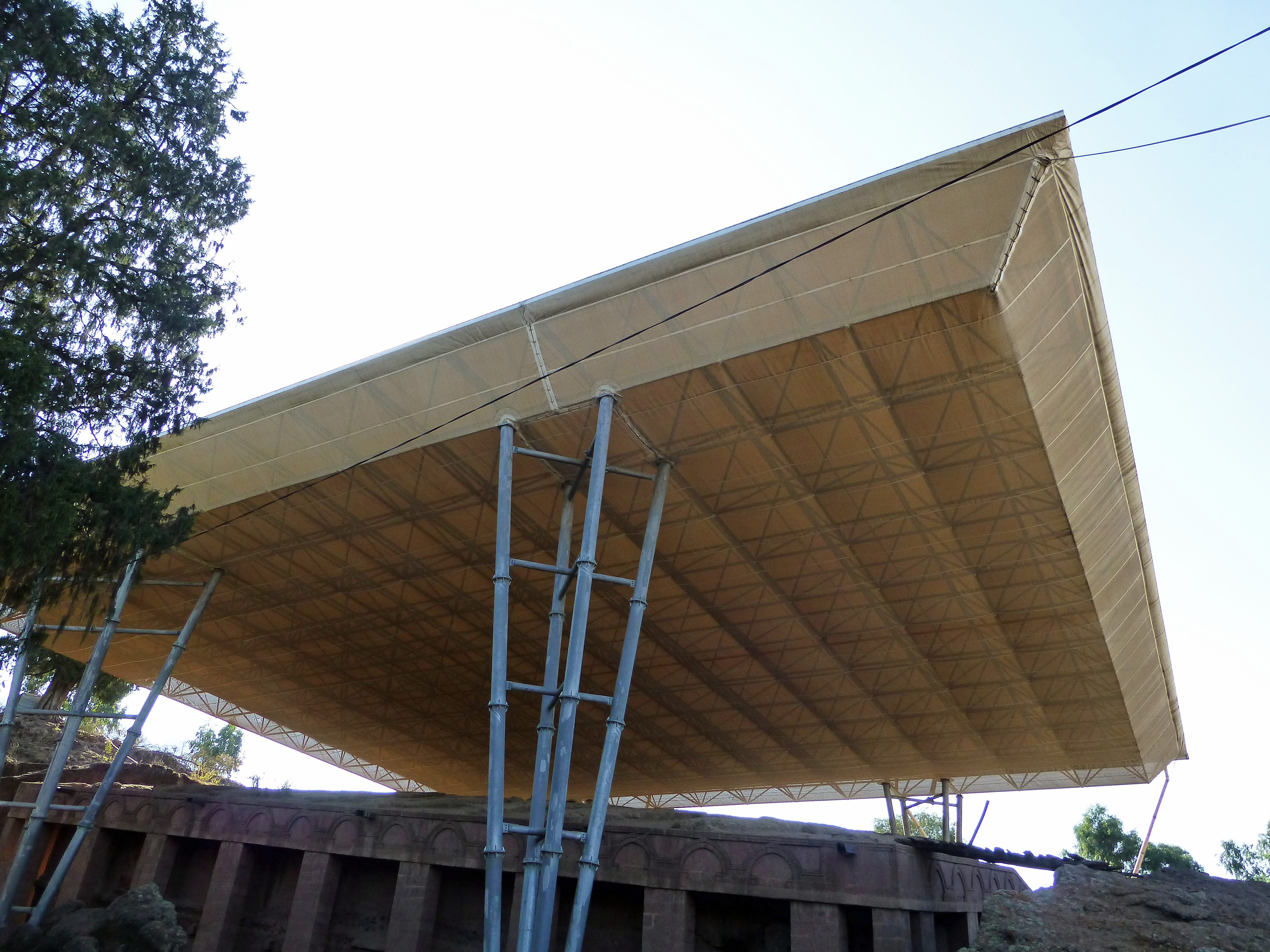
Structure de protection